# 664
664(육백육십사)는 663보다 크고 665보다 작은 자연수다.

## 수학
- 합성수로, 그 약수는 1, 2, 4, 8, 83, 166, 332, 664다. 진약수의 합은 596이므로, 664는 부족수다.
- {\displaystyle 664=2^{2}+8^{2}+14^{2}+20^{2}}
  - 공차가 6인 네 자연수의 제곱합으로 나타낼 수 있는 수다. 이 성질을 지닌 앞의 수는 580, 다음 수는 756이다.

## 과학
- NGC 664(영어판): 물고기자리 방향에 있는 나선은하.
- 664 유디트(영어판): 소행성.

## 교통
- 주간고속도로 제664호선(영어판): 미국의 주간고속도로.
- 현도 제664호선

## 군사
- U-664(영어판, 독일어판): 제2차 세계 대전에 사용된 나치 독일의 군용 잠수함.

## 문화유산
- 대한민국의 보물 제664호: 청주 안심사 대웅전

## 기타
- 연도: 664년, 기원전 664년